# Лекурб, Клод Жак
Граф Клод Жак Леку́рб (1759—1815) — французский командир эпохи наполеоновских войн, дивизионный генерал.

## Биография
Клод Жак Лекурб родился 22 февраля 1759 года в Безансоне.

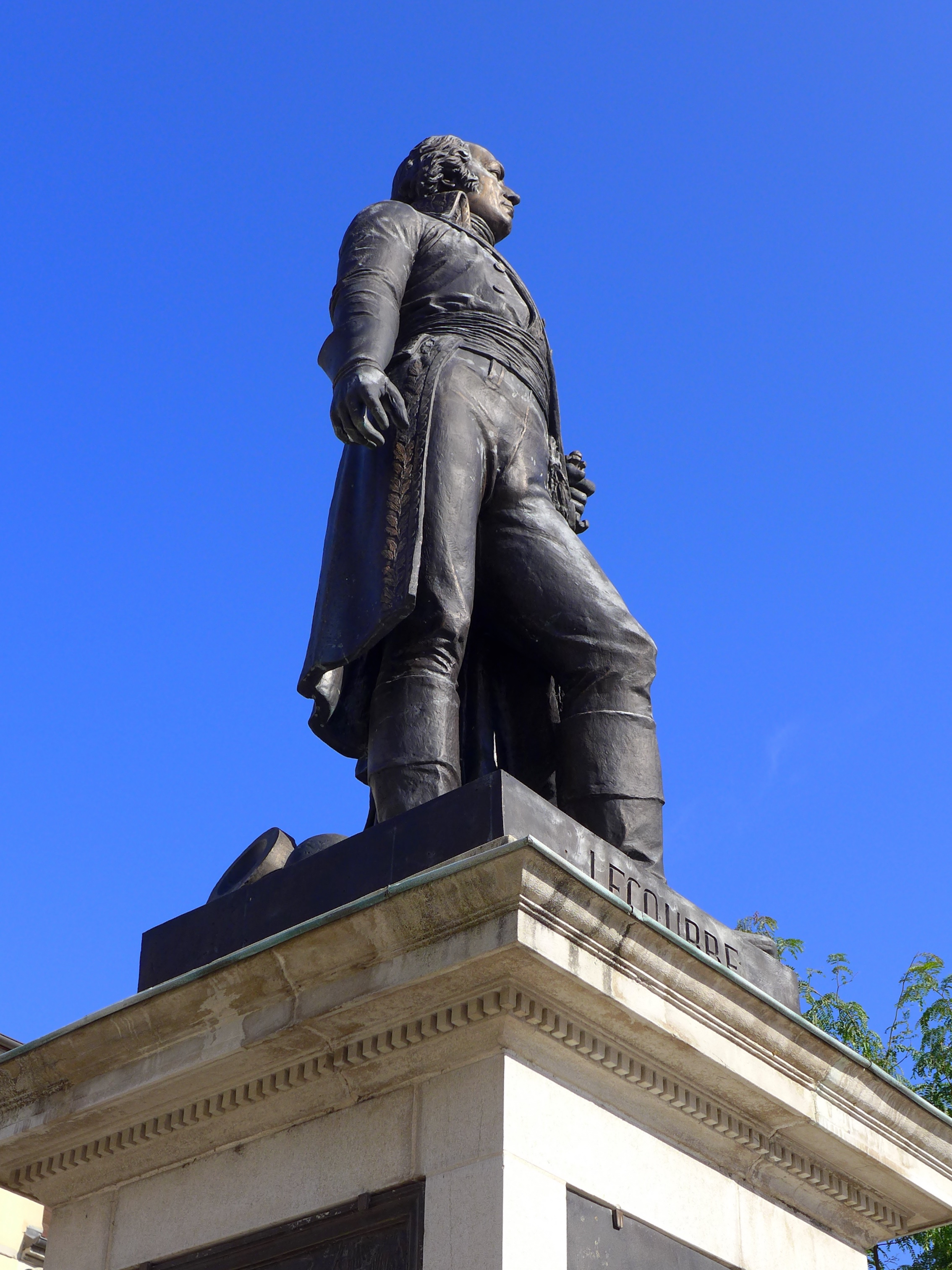
Памятник Лекурбу

Поступив на службу в королевские войска, прослужил 8 лет и вышел в отставку. Как только вспыхнула революция и начала формироваться национальная гвардия, Лекурб вновь вступил на службу и был назначен командиром батальона.
С началом Революционных войн служил в армии верхнего Рейна, затем в северной армии, был 15 сентября 1793 г. ранен в сражении при Биссингхейме, затем направлен в Вандею, где 7 декабря 1793 г. арестован. 13 апреля 1794 года оправдан революционным трибуналом и направлен 10 мая в мозельскую армию, где командовал бригадой в дивизии генерала Марсо. За успешные действия при Флерюсе 26 июня 1794 года был произведён в бригадные генералы, затем в 1795-1797 году служил в рейнской армии.
13 ноября 1798 года направлен в Швейцарию командиром дивизии гельветической армии Массена, успешно действовал против австрийцев, 1 июня 1799 года ранен в сражении при Васене.
В сентябре 1799 года  был первым противником Суворова в Швейцарском походе и весьма искусно оборонял горные позиции, однако не смог удержать противника в битве за перевал Сен-Готард и Чёртов мост. По окончании похода, когда французы прибыли в Цюрих, солдаты дивизии Лекурба, долго не получая жалованья, взбунтовались. Лекурб проявил твёрдость характера и прекратил бунт, собственноручно застрелив двух солдат.
С 24 октября до 5 декабря 1799 года командовал рейнской армией. В 1800 году принимал видное участие в кампании французов на Рейне, в армии Моро, командуя правым крылом. 1 мая совершил блестящую переправу через Рейн, а 3 мая разбил наголову австрийцев у Штокаха и отбросил их на Зигмаринген. Между Моро и Лекурбом завязалась крепкая дружба.
Во время процесса по заговору Пишегрю и Кадудаля Лекурб занимал должность судьи. Наполеон был в гневе, что тот не приговорил к смерти Моро и позднее сместил его с должности, отправив в отставку.
В 1814 году Людовик XVIII восстановил его в прежнем звании дивизионного генерала. Но во время Ста дней Лекурб перешёл на сторону Наполеона. Граф империи (2 июня 1815 г.). Летом 1815 года во главе 8-го корпуса оборонял Бельфор, 8 июля 1815 г. подписал с австрийцами мирное соглашение, 4 сентября вышел в отставку, умер 22 октября 1815 года.

## Память
Наполеон признавал, что Лекурб был бы «превосходным маршалом Франции». 
Энгельс считал Лекурба «лучшим французским генералом в ведении горной войны».
Его имя высечено под парижской Триумфальной аркой, в 1856 году ему воздвигнута статуя в родном городе Лон-ле-Сонье, а также в Бельфоре.
В Париже в его честь названы улица 15-го округа фр. Rue Lecourbe (с 1865 г.) и станция метро «Севр — Лекурб» (фр. Sèvres - Lecourbe (métro de Paris); открыта в 1906 г.).